# Осовини
Осо́вини (крим. Osovını) — село Керченського району Автономної Республіки Крим.

## Опис
Відстань від райцентру до населеного пункта становить 13 кілометрів по прямій.
Станом на 2014 рік у селі проживало 235 осіб.   
У селі діє клуб. Також їздять автобуси до Керчі. 
У селі є такі вулиці: Леніна, Степова, Піонерська, Жовтнева, Ветеранів, Приморська, Азовська. 
Село знаходиться на березі Азовського моря. 

## Історія
У 2014 році в ході незаконної спроби анексії Криму село знаходиться під тимчасовою окупацією росії.   
19 січня 2021 року у селі відновилося богослужіння у парафії Православної Церкви України.